# Харбинский инженерный университет
Харбинский инженерный университет (кит. упр. 哈尔滨工程大学, пиньинь Hāěrbīn Gōngchéng Dàxué) был основан в 1953 году в Харбине, Китай. Раньше там находился институт военных инженеров НОАК, основное образовательное учреждение Китая в этой области. Из-за ухудшения отношений между Китаем и СССР после пограничного конфликта на острове Даманский, было решено разделить его на шесть университетов с целью повышения безопасности. Теперь ХИУ является основным инженерным университетом в Китае, занимаясь как наукой и менеджментом, так и поддержкой программ по гуманитарным и социальным наукам.

## История
Истоком ХИУ является академия военных инженеров, основанная в Харбине 1 сентября 1953 года. В 1970 был основан Харбинский кораблестроительный инженерный институт (ХКИИ, кит. трад. 哈爾濱船舶工程學院, пиньинь Hāěrbīn Chuánbó Gōngchéng Xuéyuàn). После решения государственной комиссии по образованию, ХКИИ сменил название на Харбинский инженерный университет в 1994, а океанские и морские проекты стали основными направлениями исследований.
Харбинский инженерный университет позиционирует себя как основную национальную движущую силу в поле кораблестроения, исследования океана и ядерной энергетики. Также, являясь флагманом в реализации нескольких реформ в преподавании, научных исследованиях и системах информационного менеджмента, Харбинский инженерный университет ещё больше усиливает свою роль первого в Китае многостороннего интернационального университета в XXI веке. 
С 1999 ХИУ был отмечен многими национальными, региональными и министерскими благодарностями и наградами, всего 520 наград, из них 215 — национальные, 305 — региональные и министерские, в области управления партийных и административных мероприятий, обучения и образования, научных исследований и т. д.

## В настоящее время
У университета сейчас 7 институтов и 10 отделений. Он насчитывает более чем 10 700 студентов, и более чем 2 100 сотрудников, среди которых 158 профессоров, 465 адъюнкт-профессоров, 2 академика Китайской академии инженеров, 2 члена комиссии дисциплинарной оценки при комиссии по учёным степеням городского совета, и более чем 60 научных консультантов для соискателей степеней.
ХИУ был одним из первых университетов, которым было позволено государством выдавать степени доктора наук и магистра. Университет получил более чем 1 800 научных результатов, среди которых 39 были отмечены национальными наградами, а 446 — министерскими или региональными.